# Between Light and Darkness
Between Light and Darkness es un disco EP de la agrupación española de power metal neoclásico, Dark Moor. El disco fue lanzado el 28 de abril de 2003, por el sello discográfico Arise Records. Es el último trabajo de la banda que cuenta con la primera alineación oficial (exceptuando al tecladista Roberto P. de Camús), ya que esta se separaría poco después de su estreno.
El disco salió en formato EP, ya que únicamente se trata de 4 nuevas canciones, y se agregaron temas que la banda ya había estrenado como Bonus tracks en otras ocasiones para dar mayor duración al disco. Las canciones de este EP muestran un sonido muy distinto a los anteriores trabajos de la banda, alejándose del sonido power metal, siendo estos temas acústicos en conjunto con una Orquesta de cámara que le ha dado un sonido con matices de Música folk.

## Lista de canciones
| N.º   | Título                                                                         | Escritor(es)                                  | Duración |  |
| 1.    | «Memories»                                                                     | Elisa C. Martin, Albert Maroto                | 4:17     |  |
| 2.    | «From Dawn to Dusk»                                                            | Elisa C. Martin, Anan Kaddouri, Albert Maroto | 7:08     |  |
| 3.    | «A Lament of Misery»                                                           | Enrik García                                  | 3:03     |  |
| 4.    | «Echoes of the Sea» (Instrumental)                                             | Enrik García                                  | 4:41     |  |
| 5.    | «Mistery of Goddess» (Bonus track en The Gates Of Oblivion en Japón)           | Elisa C. Martin, Albert Maroto                | 4:14     |  |
| 6.    | «The Shadow of the Nile» (Bonus track en The Gates Of Oblivion en Corea)       | Enrik García, Francisco J. García             | 4:06     |  |
| 7.    | «Dies Irae» (Versión Orquestal)                                                | Elisa C. Martin, Enrik García, Mozart         | 9:32     |  |
| 8.    | «The Fall of Melnibonè» (Bonus track en The Hall of the Olden Dreams en Japón) | Julio Rodriguez, Enrik García, Albert Maroto  | 10:30    |  |
| 51:36 |                                                                                |                                               |          |  |

## Créditos

### Alineación principal
- Elisa C. Martin - Voz principal y coros
- Enrik García - Guitarra y coros
- Albert Maroto - Guitarra y coros
- Anan Kaddouri - Bajo
- Jorge Sáez - Batería

### Músicos invitados
- María Llanos Callejas - Arpa
- Alicia Fernández - Flauta
- Justo Maroto - Guitarra clásica
- Luis Álvarez - Violín y Viola
- María José López - Cello
- Isabel García - Piano y Órgano
- Nacho Ruíz - Coros
- Mamen Castaño - Coros
- José Garrido - Coros

### Producción
- Los tracks 1, 2, 3 y 4 fueron producidos por Dark Moor y Simón Echevarría; grabados en los Estudios Cube con Alberto Seara como ingeniero de audio; mezclados en Sintonia Studios por Simón Echevarría; y masterizados en los estudios New Sin por Luigi Stefanini.
- Los tracks 5, 6 y 7 fueron producidos por Dark Moor y Luigi Stefanini; grabados y mezclados en los estudios New Sin por Luigi Stefanini;  masterizados en Finnvox Studios por Mika Jussila.
- El tracks 8 fue producido por Dark Moor y Luigi Stefanini; grabado, mezclado y masterizado en los estudios New Sin por Luigi Stefanini.

### Diseño
- Jean Pascal Fournier - Anagrama[5]
- Diana Álvarez - Diseño de portada y libreto
- Lorena C. - Logo